# 罗丁
罗丁（德語：Roding，發音：[ˈʁoːdɪŋ] ⓘ）是德国巴伐利亚州上普法尔茨行政区卡姆县的城市，面积119.63平方千米，2023年12月31日人口为13,224人。2017年1月1日，非建制地区东诺伊博伊森林部分地区并入罗丁。